# Haukelivegen
Haukelivegen ist eine der wichtigsten norwegischen Straßenverbindungen. Die Straße beginnt in Drammen und führt über das Haukelifjell nach Haugesund und weiter über den Karmsund bis zum Flughafen Haugesund auf der Insel Karmøy. Die Straße führt die Bezeichnung Europastraße 134. Namensgeber ist der kleine Ort Haukeli.

## Geschichte

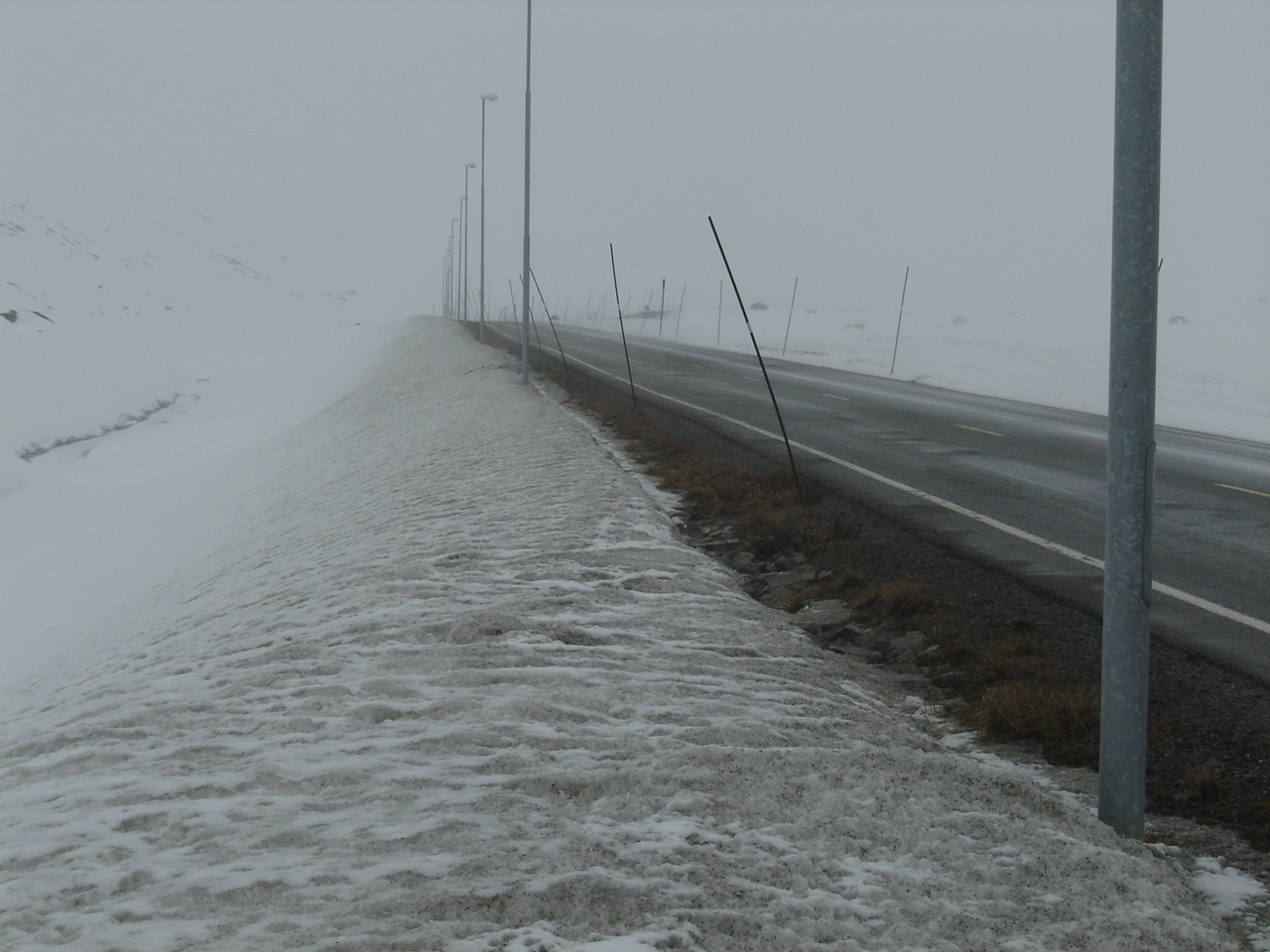
Haukelivegen nahe Haukeliseter

Die Verbindung von Ost- nach Westnorwegen dürfte bereits in der Wikingerzeit über das Haukelifjell geführt haben. Viele Pilger, die die Stabkirche von Røldal besuchten, mussten diese Verbindung benutzen.
1704 wurde erstmals ein Plan eingereicht, der die Errichtung eines für Pferdekutschen nutzbaren Weges vorsah. Die Bauarbeiten zur Umsetzung wurden allerdings erst 150 Jahre später aufgenommen. 1889 konnte die Strecke dann durchgehend befahren werden. Der höchste Punkt der Strecke bei Dyrskar liegt in einer Höhe von 1148 m über Normalnull. Hier wurde der 1886 der erste Straßentunnel Norwegens errichtet.
Wegen der schlechten Witterungsbedingungen musste die Straße im Winter gesperrt werden. In manchen Jahren war die Straße wegen der enormen Schneemengen und der starken Schneeverwehungen bis zu 8 Monate gesperrt.
Gleichzeitig mit der Fertigstellung des Weges wurde die Notwendigkeit erkannt, eine ganzjährig benutzbare Verbindung über das Haukelifjell zu errichten. Ursprünglich wurde diskutiert, die Verbindung durch den Bau einer Eisenbahnstrecke sicherzustellen. Diese Pläne wurden allerdings nicht umgesetzt. 1946 gab es eine weitere Initiative zum Bau einer Eisenbahnstrecke. Diese Pläne wurden allerdings 1953 endgültig fallen gelassen.
Im Herbst 1968 wurde nach 10-jähriger Bauzeit die überarbeitete Straße für den Verkehr freigegeben. Sie konnte nun erstmals als Ganzjahresverbindung genutzt werden. Dazu war u. a. der Bau von einer Reihe von Tunneln notwendig. Die Erstellung der Straße wurde auch durch den Ausbau der Wasserkraft in der Gegend am Haukelifjell beschleunigt. Die Finanzierung erfolgt durch die Erhebung von Mautgebühren. Nach Ablauf der Finanzierungsfrist wurde die Bemautung mit 31. Dezember 1990 eingestellt.

## Sehenswürdigkeiten
- Stabkirche in Heddal
- Silbermine in Kongsberg
- Skimuseum in Morgedal
- Altes Hotel Haukeliseter
- Stabkirche in Røldal